# Olivier Nora
Pour les articles homonymes, voir Nora.
Olivier Nora, né le 27 février 1960 à Neuilly-sur-Seine, est un éditeur français. Il est PDG des éditions Grasset.

## Biographie
Fils de Simon Nora, conseiller de Pierre Mendès France et de Jacques Chaban-Delmas, demi-frère de Fabrice Nora, frère de Dominique Nora, Olivier Nora est directeur du groupe Hachette. Il est aussi le neveu de l'historien Pierre Nora qui dirige les collections de sciences humaines chez Gallimard.
Entre 1991 et 1994, il est directeur du Bureau du livre français à New York.
Il dirige les éditions Calmann-Lévy, puis en 2000, est nommé à la tête des éditions Grasset, prenant la suite du patron « historique » Jean-Claude Fasquelle.
De 2009 à 2013, il est PDG de Fayard qui appartient également au groupe Hachette,.